# Irunlarrea

Irunlarrea u Hospitales (Ospitaleak en euskera) es un barrio de la ciudad de Pamplona, Comunidad Foral de Navarra, España.

## Localización
El barrio se encuentra localizado al sur de ciudad. Hace frontera por el oeste con el municipio de Barañáin, y los barrios de Ermitagaña y Mendebaldea. Por el noroeste limita con Mendebaldea e Iturrama, por el este con el Campus de la Universidad de Navarra, y por el sur con el barrio de Echavacóiz y con el Campus de la Universidad de Navarra.

## Comunicaciones
| Eskualdeko Hiri Garraioa/Transporte Urbano Comarcal |                                                                      |                                                                      |
| Inicio                                              | Línea                                                                | Fin                                                                  |
| Barañáin                                            | 4                                                                    | Atarrabia/Villava - Uharte/Huarte - Arre - Orikain                   |
| Atarrabia/Villava                                   | 7                                                                    | Barañáin                                                             |
| Erripagaña                                          | 19                                                                   | Barañáin                                                             |
| Hirigunea/Centro                                    | N2                                                                   | Barañáin                                                             |
| Taxi Iruñerria                                      |                                                                      |                                                                      |
| Zona                                                | A                                                                    | A                                                                    |
| Estaciones                                          | Hospital Virgen del Camino Hospital de Navarra Clínica Universitaria | Hospital Virgen del Camino Hospital de Navarra Clínica Universitaria |